# Giulio Cesare Procaccini

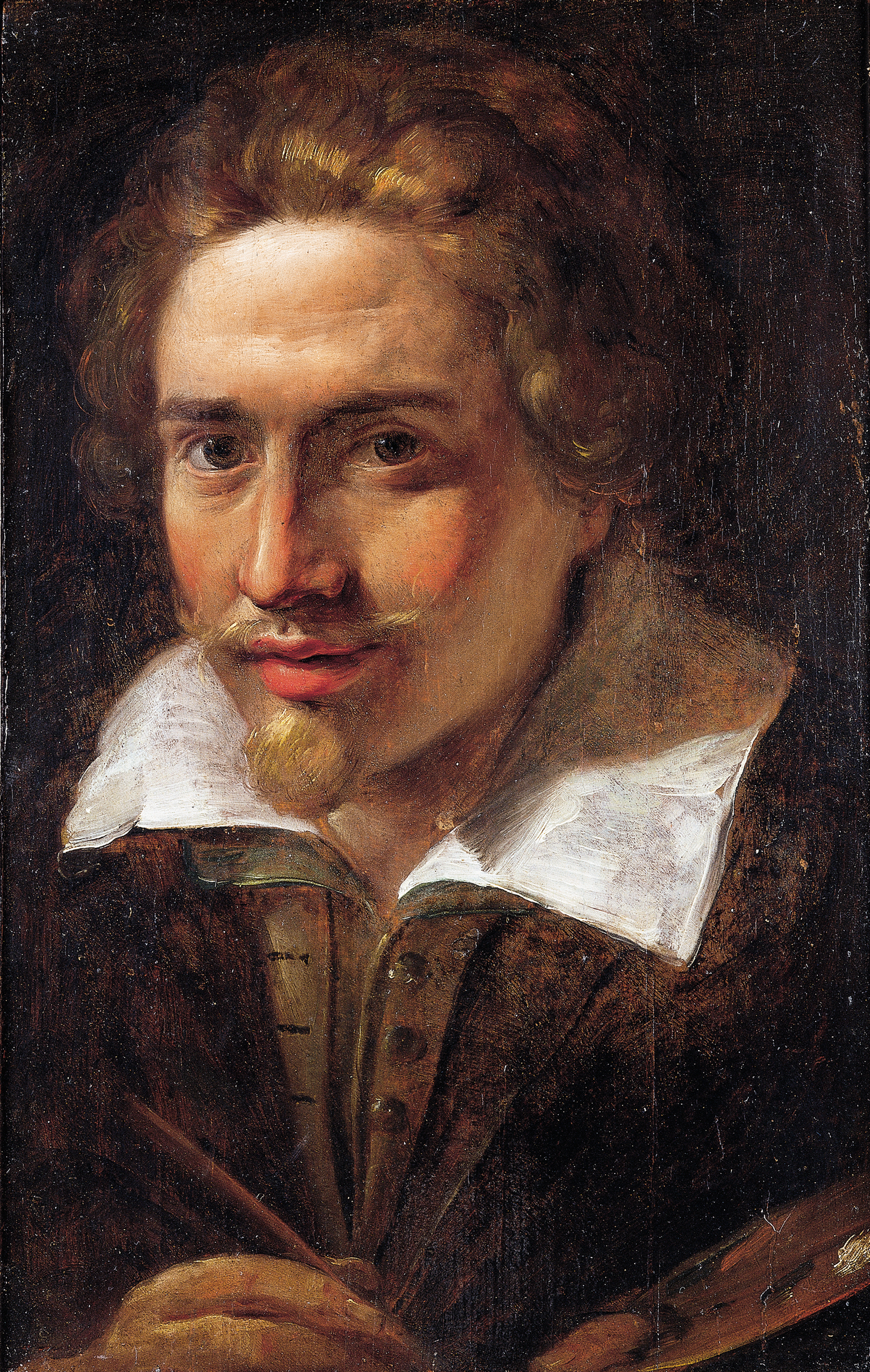
Selbstbildnis von Giulio Cesare Procaccini, ca. 1600, Collezione Koelliker, Mailand

Giulio Cesare Procaccini (auch: Procaccino; * 30. Mai 1574 in Bologna; † 14. November 1625 in Mailand) war ein italienischer Maler und Bildhauer aus einer bekannten Künstlerfamilie.

## Leben
Er wurde als Sohn des Malers Ercole Procaccini und seiner dritten Frau Cecilia Cerva am 30. Mai 1574 in Bologna geboren und am 1. Juni in der Cappella di San Tommaso del Mercato getauft. Auch sein älterer Halbbruder Camillo und sein Bruder Carlo Antonio waren bekannte Maler.
Die Familie übersiedelte wahrscheinlich 1587 nach Mailand, wo seine Brüder in Pirro I. Visconti Borromeo einen wichtigen Förderer gefunden hatten. Am 7. November 1594 wurde Giulio Cesare offiziell als Mailänder Bürger anerkannt. Im Jahr 1600 heiratete er Isabella Visconti, mit der er 1607 in der Gemeinde von San Pietro in Campo Lodigiano lebte. Sie hatten drei Töchter: Cecilia, die den Maler Marco Antonio Ciocca heiratete, Prassede und Virginia, Frau von Filippo Pirogallo.

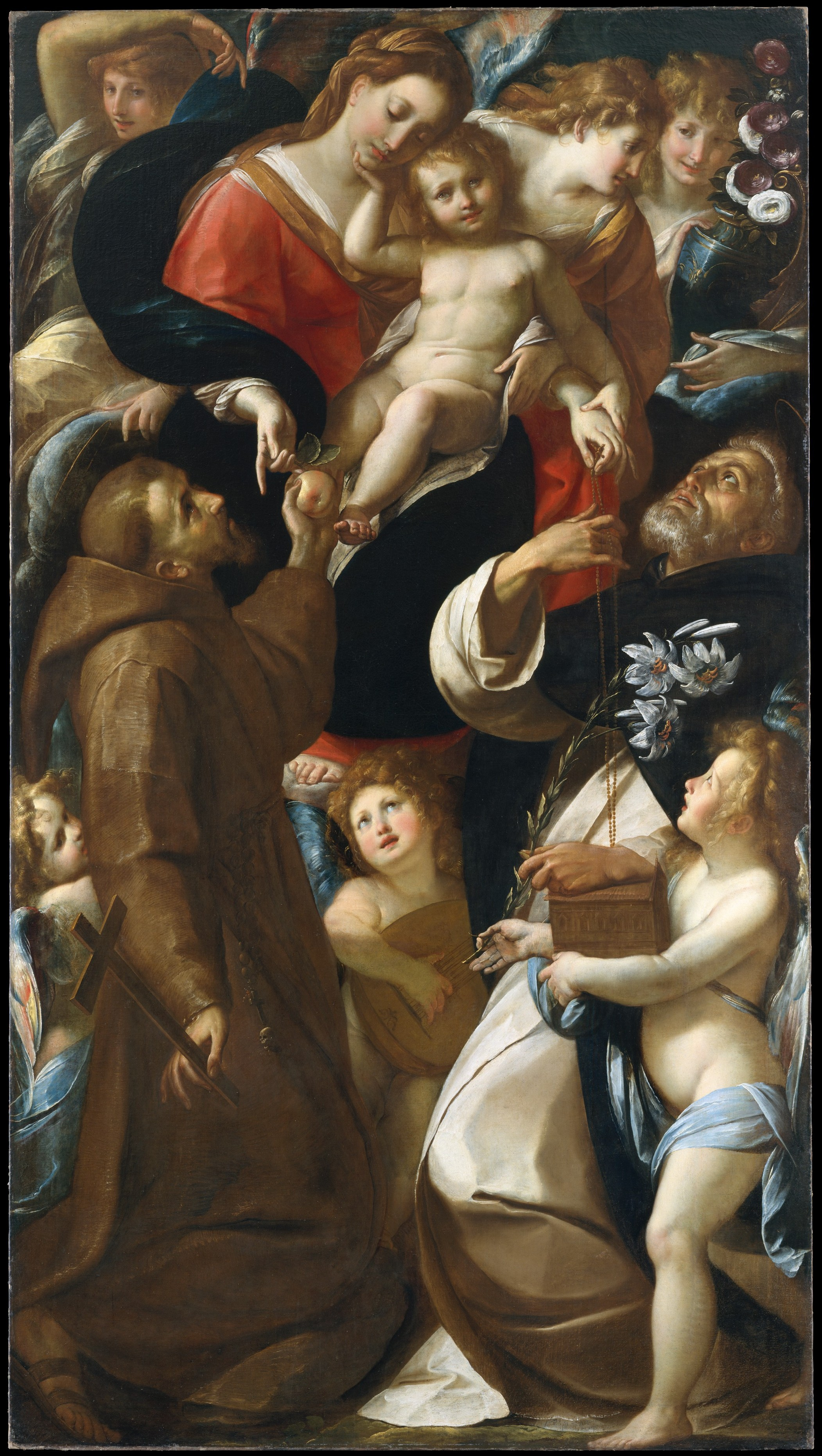
Madonna und Kind mit Heiligen, Metropolitan Museum, New York

Giulio Cesare Procaccini war der einzige in seiner Familie, der sich vor allem in seiner Jugend der Bildhauerei widmete. Eine entsprechende Lehre machte er bei Francesco Brambilla, der in Diensten des Mailänder Doms und auch von Pirro I. stand. Giulio Cesare arbeitete wahrscheinlich mit Brambilla und seinen Brüdern in der Villa der Visconti in Lainate zusammen (laut Morandotti).
Für den Altar des Hl. Joseph im Mailänder Dom schuf er um 1590 mehrere Marmorskulpturen, und zwischen 1595 und 1598 zwei Marmorreliefs (die Visitation und Geburt der Jungfrau Maria) für die Fassade der Kirche Santa Maria presso San Celso in Mailand. Auch der Dom von Cremona gab bei ihm im Dezember 1597 zwei Statuen für die dortige Sakramentskapelle in Auftrag – diese wurden jedoch erst 1625 fertig.
Bereits 1595 wurde Giulio Cesare Procaccini von Carlo Brivio als „Maler und Bildhauer“ („pittore e scultore“) bezeichnet und nach 1599 war er fast nur noch als Maler aktiv.
Als entscheidend für seine weitere künstlerische Entwicklung wurde schon von Malvasia (1678) eine Reise nach Rom, Venedig und besonders Parma angesehen (vielleicht auch nur nach Parma), die Giulio Cesare wahrscheinlich zu Beginn des neuen Jahrhunderts unternahm, da er zu jener Zeit nachweislich nicht in Mailand war. In seinen frühen Gemälden zeigt er nicht nur stilistische Anklänge an Barrocci und Zuccari – die er von seinem Bruder Camillo übernommen haben könnte – oder an Cerano, sondern ganz besonders auch an Correggio, Parmigianino oder an Tintoretto.
Zu seinen ersten malerischen Aufträgen gehörten Altarbilder und Fresken für Seitenkapellen in der Mailänder Kirche Santa Maria presso San Celso, unter anderem eine Pietà, die er im März 1604 fertigstellte.
Die Transfiguration mit drei heiligen Märtyrern, die sich heute in der Pinacoteca di Brera befindet, bezeichnete Agostino Santagostino 1671 als „erste Malerei, die er (Procaccini) gemacht hat, nachdem er den Meißel mit dem Pinsel vertauschte“ („la prima pittura ch’egli fece doppo aver cambiato lo scarpello in pennello“); heute wird angenommen, dass dieses Bild etwa um 1606 entstanden ist.

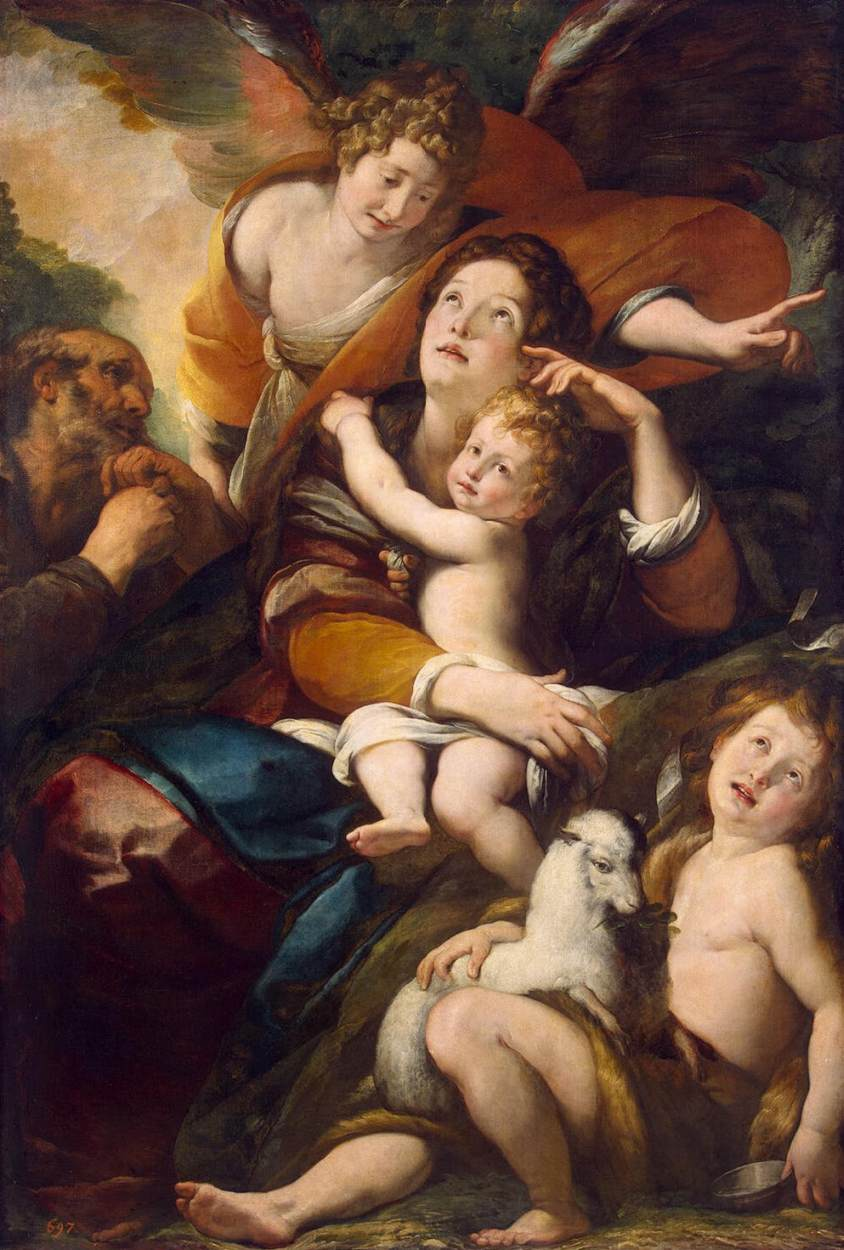
Hl. Familie mit Johannes d. Täufer und einem Engel, 1620–25, Eremitage, St. Petersburg

Abgesehen von einigen frühen Fresken, spezialisierte sich Giulio Cesare Procaccini bald ganz auf die Ölmalerei. Außer für Mailänder Kirchen, malte er auch für Auftraggeber in Modena, Cremona, Orta, Caravaggio, Parma und andere Orte in Oberitalien.
Zu den Feierlichkeiten anlässlich der Heiligsprechung von Carlo Borromeo im November des Jahres 1610 bestellte die Dombauhütte von Mailand eine Serie von 24 Bildern bei ihm, darunter sechs große Gemälde mit Wundern des Hl. Carlo Borromeo. Für jedes Bild erhielt er 300 Lire und dazu eine Zulage von 300 Lire – eine Sonderbehandlung, in deren Genuss außer ihm nur noch Cerano kam, was man als Zeichen für die besondere Wertschätzung ansehen kann, die er mittlerweile genoss.
Für den Senator Ludovico Acerbi dekorierte Procaccini um 1610–11 dessen Kapelle in der Theatinerkirche Sant’Antonio Abate; dafür schuf er unter anderem ein Triptychon mit Darstellungen der Verkündigung, der Visitation und der Flucht nach Ägypten.
Von August bis Oktober 1612 arbeitete er an Modellen für die Reiterstatuen von Alessandro und Ranuccio Farnese in Piacenza; dieser Auftrag ging jedoch schließlich an Francesco Mochi.
Procaccinis wichtigster Mäzen nach 1610 war Giovanni Carlo Doria, den er über Fabio Visconti Borromeo (Sohn von Pirro I.) kennenlernte. Für Doria schuf er von 1611 bis April 1622 über 90 Bilder.  Er weilte auch 1618 als Gast von Doria in Genua, wo er Gian Vincenzo Imperiale kennenlernte und nicht nur mit der örtlichen Malerei – z. B. von Bernardo Strozzi –, sondern auch mit Werken bedeutender Nicht-Italiener wie Rubens in Berührung kam.
1619 arbeitete er zusammen mit seinem Bruder Camillo an Dekorationen im Palazzo Ducale in Turin.
Während er für Doria an einem Zyklus der Zwölf Apostel malte (nur sieben sind erhalten), erhielt Giulio Cesare im November 1621 in seinem Mailänder Atelier Besuch von Simon Vouet. Aus einem Brief von Orazio Fregoso an Doria ist bekannt, dass Procaccini nur wenig später (Anfang Dezember) an hohem Fieber erkrankte.
1622 schuf er einen Schutzengel aus vergoldetem Holz für die Kirche Santa Monica in Cremona (heute: Museo civico di Cremona).

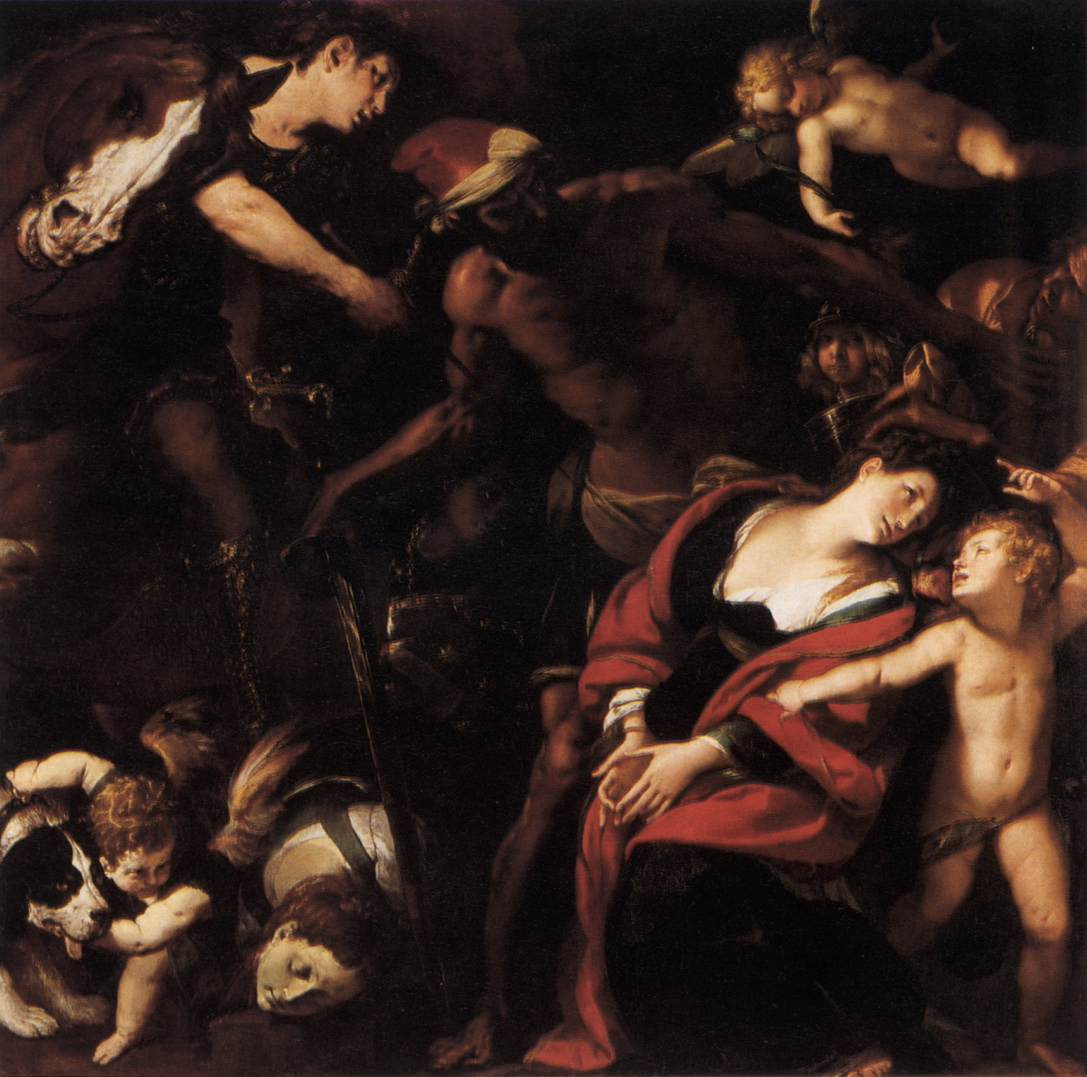
G. C. Procaccini, Cerano & Il Morazzone: Martyrium der Hl. Rufina und Seconda (Bild der drei Hände), ca. 1617–20, Pinacoteca di Brera, Mailand

Gemeinsam mit Cerano und Pier Francesco Mazzucchelli, gen. „Il Morazzone“, malte Procaccini ungefähr um 1620 das berühmte sogenannte Bild der drei Hände (Quadro delle tre mani), eine Darstellung des Martyriums der Hl. Rufina und Seconda (Pinacoteca di Brera, Mailand); die Idee zu dieser Gemeinschaftsarbeit hatte wahrscheinlich der Sammler Scipione Toso. Von Procaccini sind die Figuren der hl. Rufina und der Engel auf der rechten Seite.
Das letzte datierte Gemälde Procaccinis ist sein Selbstbildnis von 1624 in der Brera, auf dem er sich mit einer goldenen Medaille darstellte, die er in Anerkennung seiner Kunst vom Großherzog der Toskana, Cosimo II. de’ Medici, bekommen hatte.
Am 13. November 1625 erklärte Giulio Cesare Procaccini den Maler Cerano zu seinem Testamentsvollstrecker und starb am folgenden Tage. Auf seinen eigenen Wunsch wurde er im Familiengrab der Procaccini in der Kirche Sant’Angelo in Mailand bestattet.
Er hinterließ in seiner Werkstatt 44 große und kleine Bilder, darunter acht Bozzetti („sbozati“, „sbozo“) und zwei, die im Inventar als „machia“ („Farbtupfer“) bezeichnet wurden.

## Stil und Würdigung
Giulio Cesare war das bedeutendste Mitglied aus der Procaccini-Familie und einer der führenden Maler seiner Zeit in der Lombardei und in Oberitalien, neben Cerano und Morazzone.

Im Gegensatz zu seinem ebenfalls erfolgreichen Halbbruder Camillo Procaccini, der bis zuletzt völlig dem Manierismus huldigte, gelang es ihm, einen sehr persönlichen, emotionalen Stil zu entwickeln, der zunächst noch leichte manieristische Anklänge enthält, aber schon mit einer deutlichen Tendenz zum Frühbarock, die sich schließlich durchsetzt. Sein Stil ist weich, lyrisch und von fein abgestimmter Farbigkeit, die virtuose Pinselführung erinnert teilweise an Correggio und Parmigianino oder an die venezianische Malerei. Vielleicht als Folge seines Interesses für die Bildhauerei, konzentriert sich seine Malerei fast völlig auf die Figuren, die einen großen Teil des Bildraumes einnehmen und insofern monumental, aber zugleich elegant, wirken.

## Bildergalerie

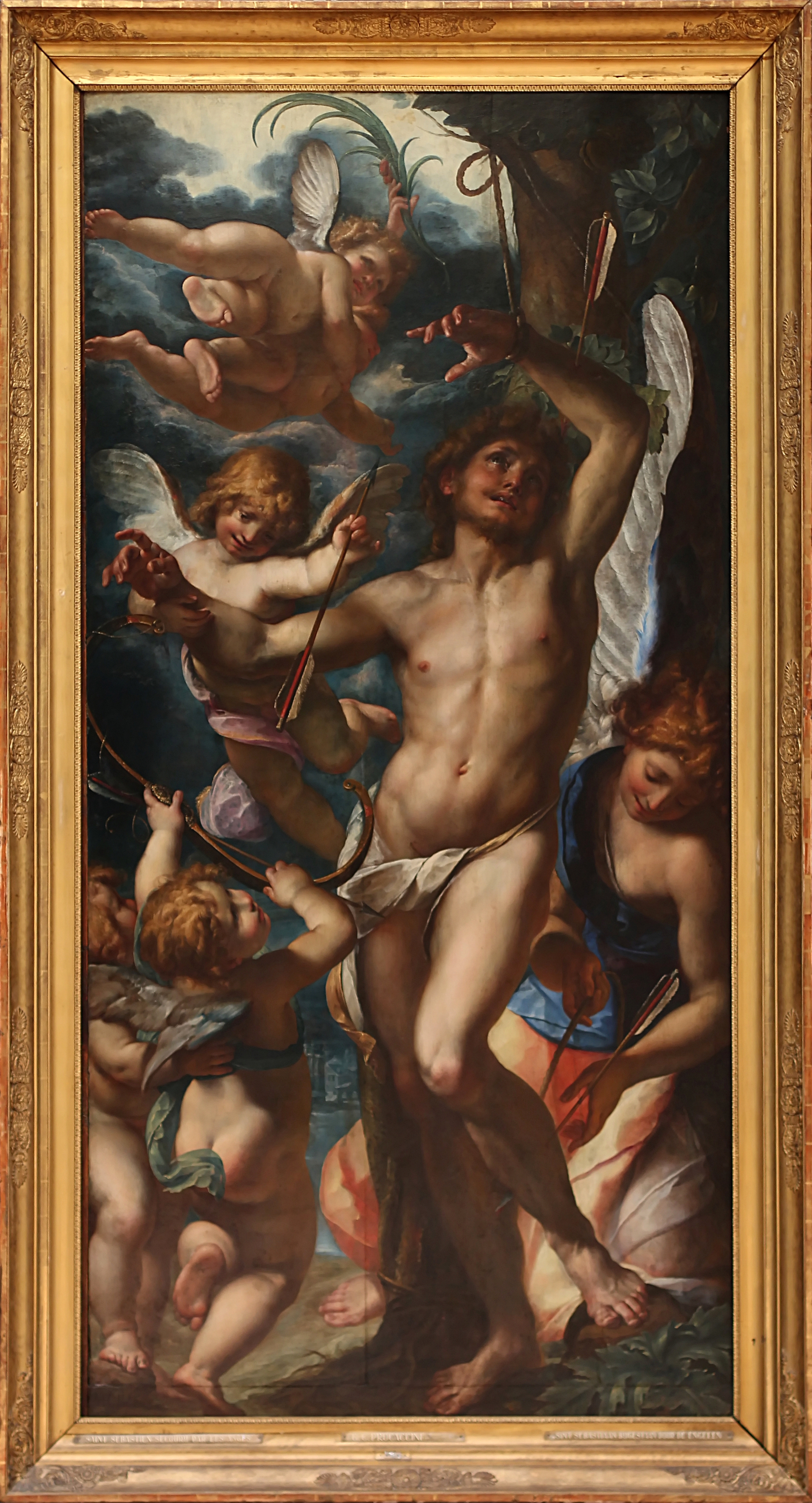
Hl. Sebastian, geheilt von Engeln, 1609, Musées royaux des Beaux-Arts, Brüssel
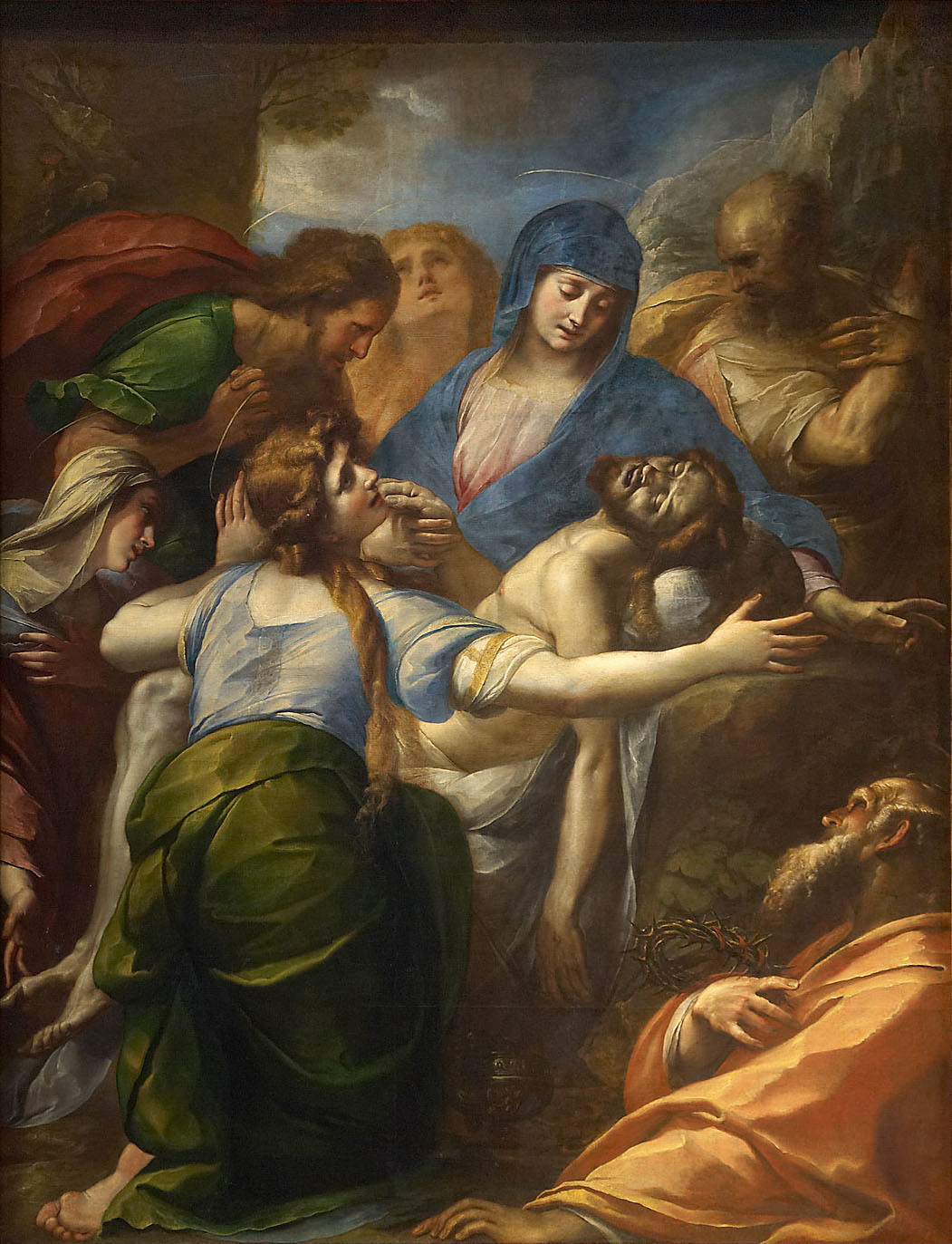
Beweinung Christi, ca. 1611, Kunsthistorisches Museum, Wien
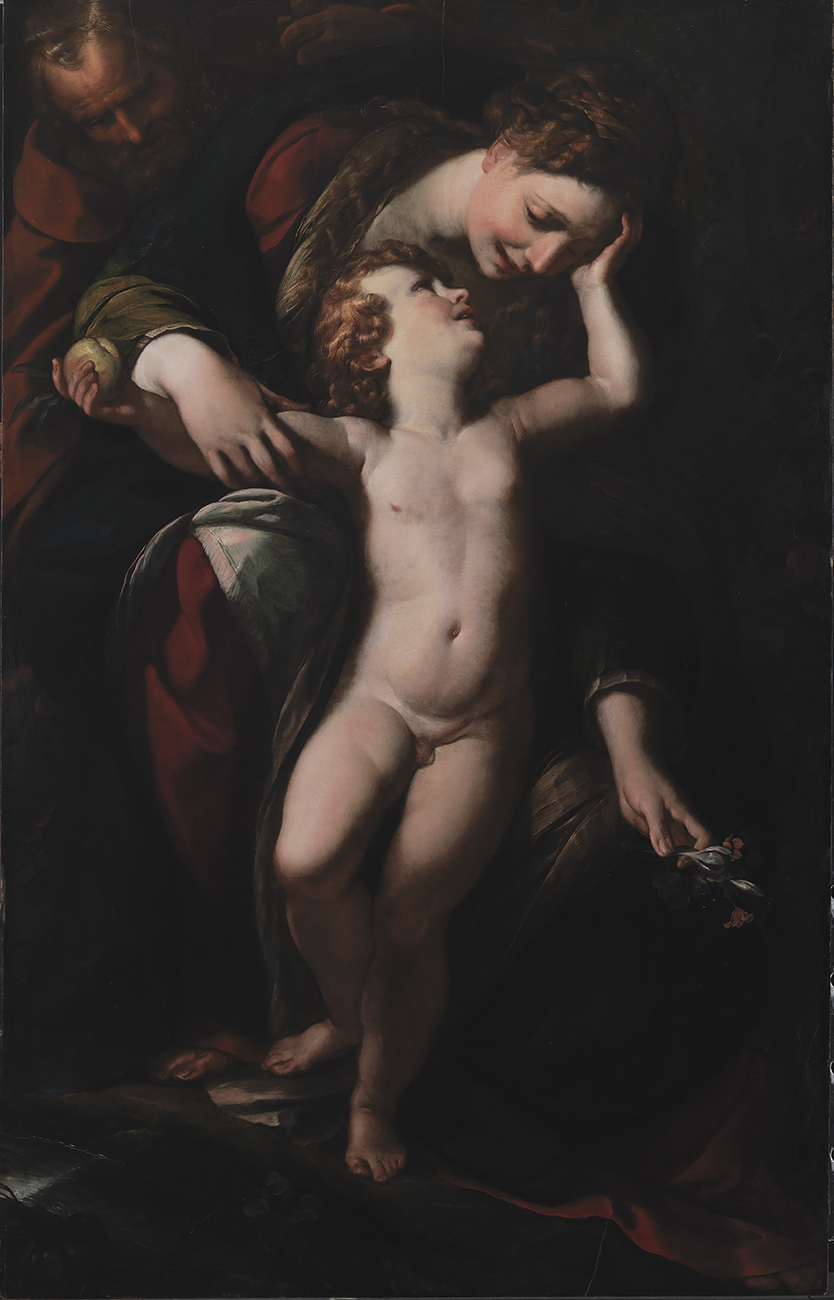
Heilige Familie (Ruhe auf der Flucht nach Ägypten), 1613–15, Statens Museum for Kunst
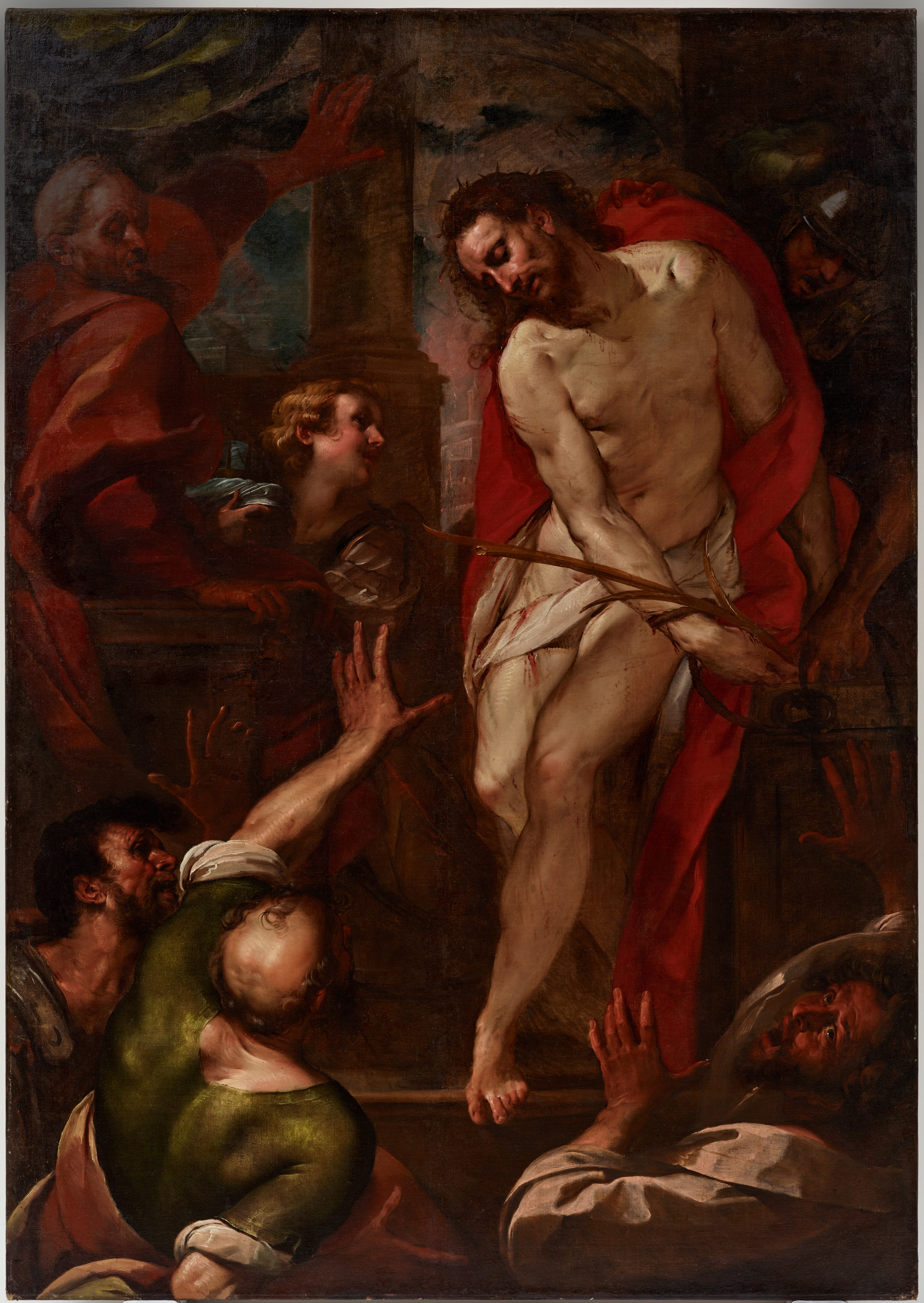
Ecce Homo, 1615, Dallas Museum of Art
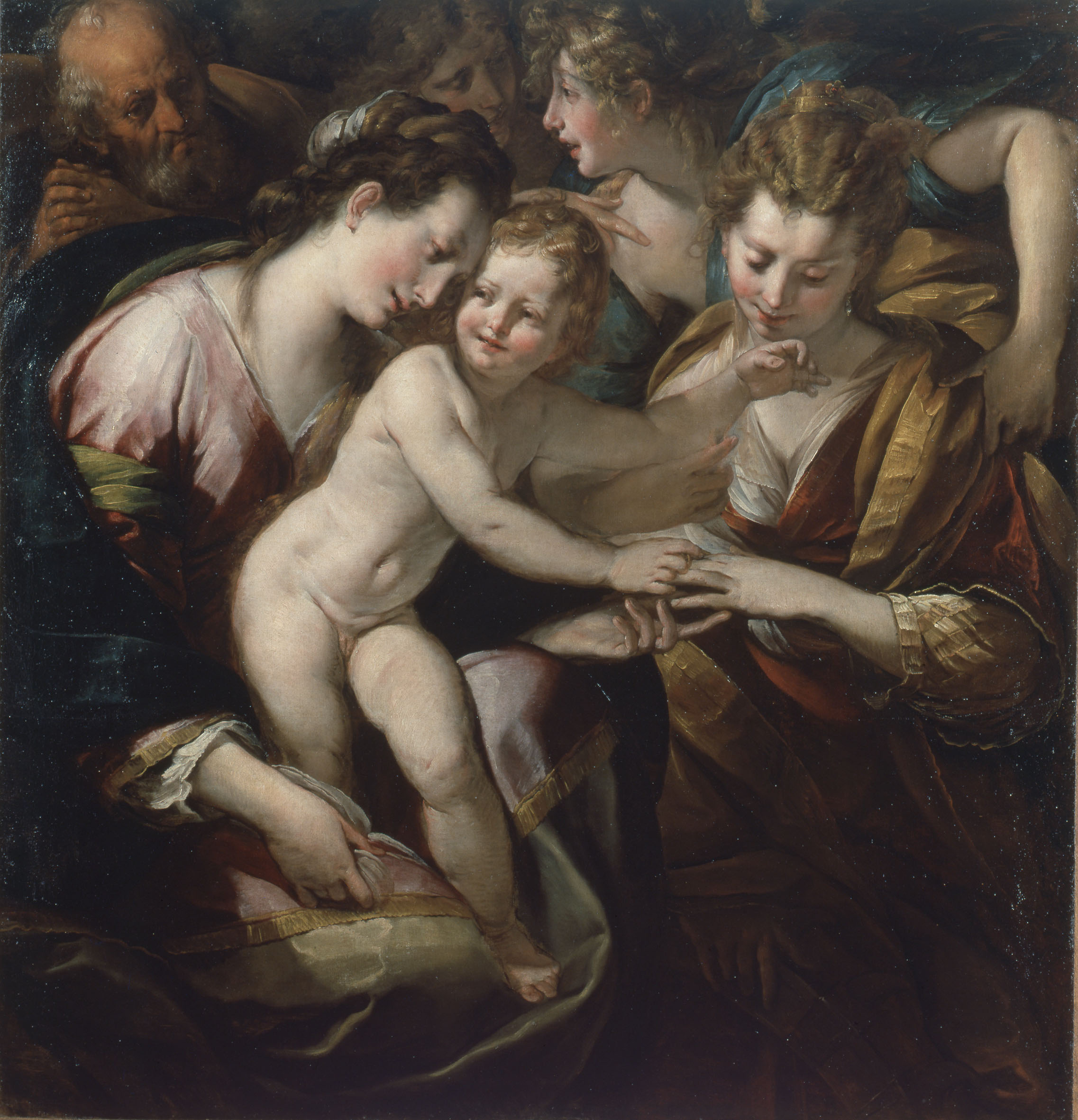
Mystische Hochzeit der Hl. Katharina, Pinacoteca di Brera, Mailand
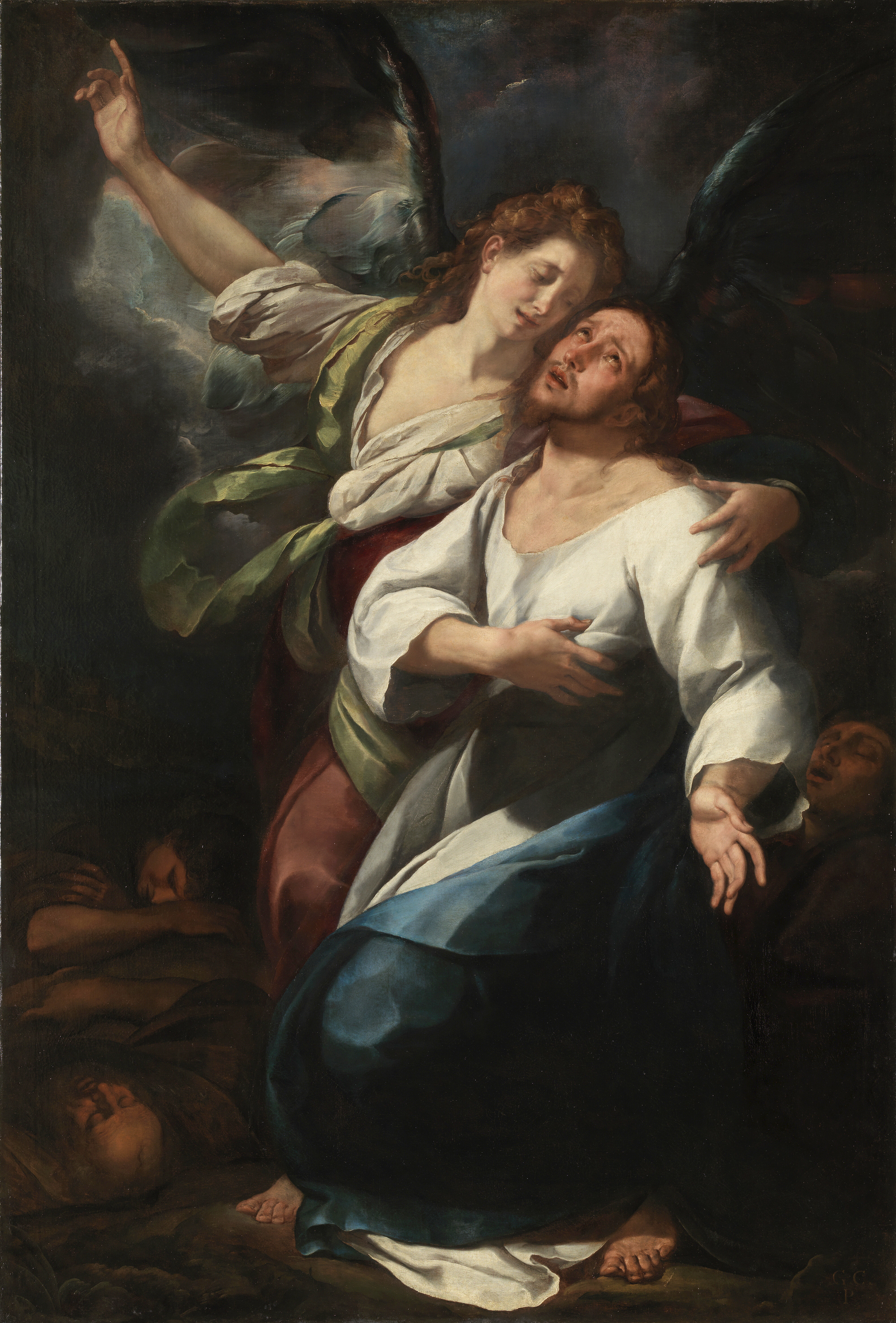
Gebet im Garten Gethsemane, 1616–20, Prado, Madrid
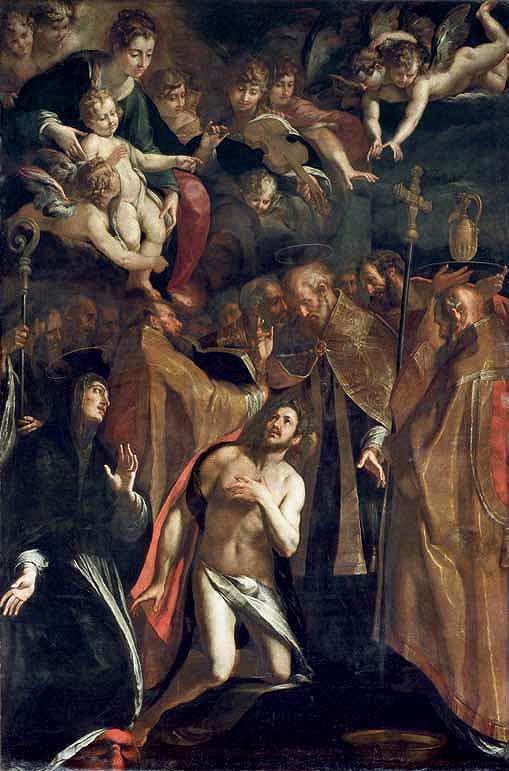
Taufe des Hl. Augustinus, Chiesa di Sant’Ilario, Cremona
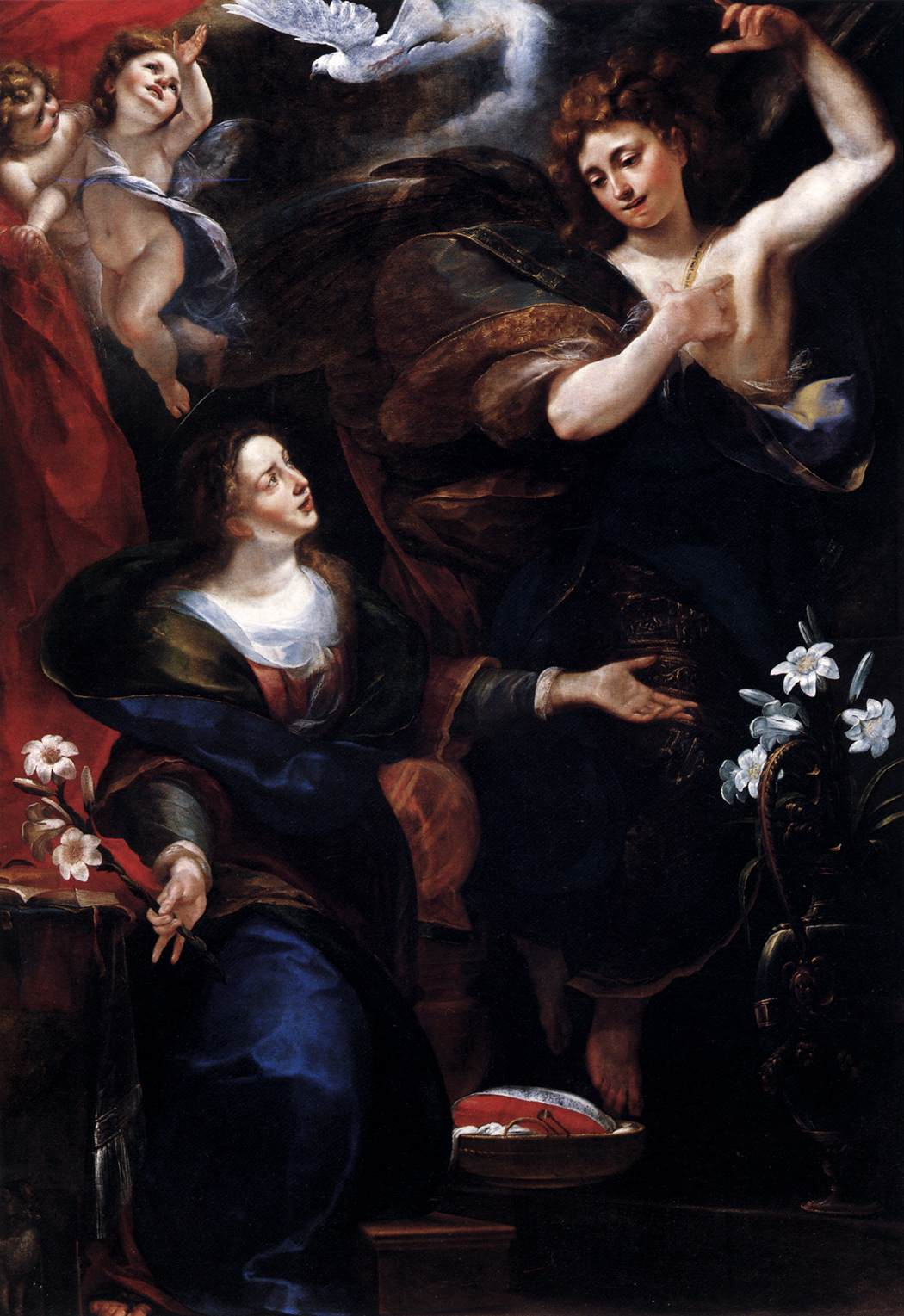
Mariä Verkündigung, um 1620, Louvre, Paris
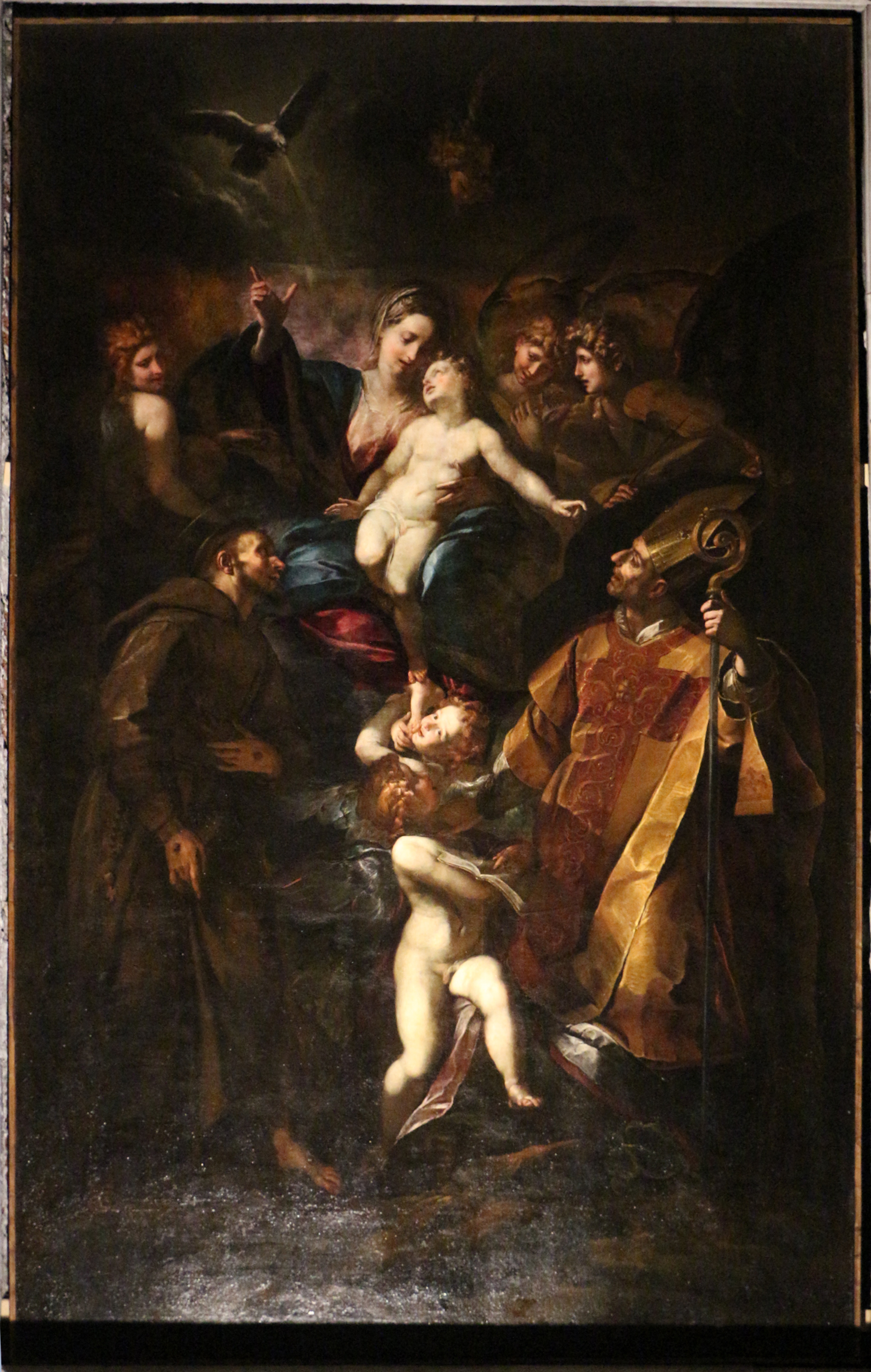
Madonna mit den Hl. Carlo Borromeo und Franziskus von Assisi, 1620, Santa Maria Assunta, Carignano

## Werke (Auswahl)

### Bildende Kunst
- Marmorskulpturen: die Hl. Marcellina, die Hl. Eufemia, und der Hl. Ambrosius für den Altar des Hl. Joseph, Dom, Mailand
- Marmorreliefs: Visitation und Geburt der Jungfrau Maria, Fassade von Santa Maria presso San Celso, Mailand, 1595–98
- Schutzengel (Figur aus vergoldetem Holz) (urspr. in Santa Monica in Cremona), Museo civico di Cremona

### Gemälde
- Altarbilder (u. a. Pietà) und Fresken für die 4. Seitenkapelle links und rechts in Santa Maria presso San Celso, 1604–06
- Transfiguration mit drei heiligen Märtyrern, Pinacoteca di Brera, Mailand, um 1606
- Hl. Sebastian, Musée des Beaux Arts, Brüssel, 1609
- Madonna mit Kind und den Hl. Petrus und Paulus, Gemeindekirche von Domaso (am Comer See), 1605
- Hl. Sebastian und Hl. Barnabas, Pinacoteca del Castello Sforzesco, Mailand, 1606
- Konstantin empfängt die Leidenswerkzeuge, Pinacoteca del Castello Sforzesco, Mailand, 1620 (signiert und datiert)
- Grablegung Christi, Kirche von Appenzell, 1606 (signiert und datiert)
- Triptychon mit Verkündigung, Visitation und Flucht nach Ägypten (und andere Malereien), Cappella Acerbi in Sant’Antonio Abate dei Teatini, Mailand, ca. 1610–11
- Madonna mit Kind, Engeln und den Hl. Franziskus und Dominikus, Metropolitan Museum, New York (um 1612–13)
- San Carlo, der tote Christus und ein Engel (urspr. in SS. Carlo e Giustina, Pavia), Pinacoteca di Brera, Mailand
- Madonna mit Heiligen, Gemeindekirche von Caravaggio, 1615 (signiert und datiert)
- der Erzbischof Carlo Borromeo trägt den Hl. Nagel in der Prozession, Santa Maria Assunta, Orta, 1616 (datiert)
- Madonna Immacolata mit dem Hl. Antonius, Gemeindekirche von Masino (Lago d’Orta), 1616
- Circumcision Jesu mit den Hl. Ignatius und Franziskus Saverius (urspr. in San Bartolomeo, Modena), Galleria Estense, Modena, 1613–16
- die Hl. Carlo, Antonio abate und Rochus, Oratorio di San Carlo, Miasino (bei Novara), ca. 1617
- Tod der Jungfrau Maria (urspr. in der Cappella del Rosario in San Domenico, Cremona), Pinacoteca di Cremona, ca. 1616
- Hochzeit der Jungfrau Maria (urspr. in der Chiesa della Steccata, Parma), Galleria nazionale di Parma, 1617
- Letztes Abendmahl, an der Eingangswand der Kirche Santissima Annunziata, Vastato, zwischen 1611 und 1622
- Zwölf Apostel, davon nur sieben erhalten, in den Musei di Strada nuova, Genua und diversen Privatsammlungen, 1621–22
- Martyrium der Hl. Rufina und Seconda, sogenanntes Bild der drei Hände (Quadro delle tre mani), Pinacoteca di Brera, Mailand, ca. 1617–20 (zusammen mit Cerano und Morazzone)
- Kain und Abel, Gallerie dell’Accademia Albertina, Turin, 1623
- Selbstbildnis mit Goldmedaille, Pinacoteca di Brera, Mailand, 1624